# 타티야나 코토바 (육상 선수)
타티야나 블라디미로브나 코토바(러시아어: Татьяна Владимировна Котова, 1976년 12월 11일 ~ )는 러시아의 육상 선수다.

## 인물 정보
우즈베키스탄 코칸트 출신이며 1995년에 육상에 입문했다. 1997년 유럽 U-23 육상 선수권 대회 여자 멀리뛰기에서 6.57m를 기록하면서 금메달을 획득했고 1999년 세계 실내 육상 선수권 대회 여자 멀리뛰기에서도 6.86m를 기록하면서 금메달을 획득했다.
2000년 8월에는 자동차 사고로 인해 부상을 당했고 2000년 시드니 하계 올림픽 여자 멀리뛰기에서는 6.83m를 기록하면서 4위를 기록했다. 하지만 2009년에 금지 약물 복용 사실이 확인되어 메달을 박탈당한 메리언 존스를 대신하여 동메달을 승계받았다.
2003년 세계 실내 육상 선수권 대회에서는 6.84m를 기록하면서 금메달을 획득했으며 2001년 세계 실내 육상 선수권 대회(6.98m 기록), 2001년 세계 육상 선수권 대회(7.01m 기록), 2003년 세계 육상 선수권 대회(6.74m 기록), 2004년 세계 실내 육상 선수권 대회(6.93m 기록)에서는 은메달을 획득했다.
2004년 아테네 하계 올림픽 7.05m를 기록하면서 동메달을 획득했고 2007년 세계 육상 선수권 대회에서는 6.90m를 기록하면서 동메달을 획득했다. 2005년 세계 육상 선수권 대회에서는 6.79m를 기록하면서 은메달을, 2006년 세계 실내 육상 선수권 대회에서는 7.00m를 기록하면서 금메달을 획득했지만 2013년에 실시된 도핑 샘플 재검사에서 금지 약물 성분이 확인되어 메달을 모두 박탈당했다.

## 같이 보기
- 올림픽 육상 여자 메달리스트 목록